# منتخب البرتغال تحت 20 سنة لكرة القدم
منتخب البرتغال تحت 20 سنة لكرة القدم هو الممثل الرسمي لـ البرتغال في بطولات كرة القدم تحت 20 سنة. يشارك الفريق في كأس العالم تحت 20 سنة لكرة القدم التي تقام كل عامين.